# Colonisation espagnole de la terre ferme d'Amérique
La colonisation espagnole de la terre ferme d'Amérique commence en 1510, après une phase de découverte au départ d'Hispaniola, la seule colonie peuplée par les Espagnols pendant 18 ans, entre 1492 et 1510. Elle est menée par une vaste expédition qui a deux chefs, Diego de Nicuesa et Alonso de Ojeda, accompagné du cosmographe de Christophe Colomb, Juan de la Cosa. S'ajoutent à eux un passager clandestin, Vasco Núñez de Balboa, qui deviendra quelques mois plus tard le vrai chef de la colonisation, car il a déjà navigué le long de cette côte en 1500, assisté de son lieutenant Francisco Pizarro.

## Contexte
À la mort de Christophe Colomb en 1506, la couronne d'Espagne ne veut pas mettre tous ses œufs dans le même panier[Quoi ?], et confie à quelqu'un d'autre que son fils la recherche des métaux précieux, dans la zone qui reste à explorer, d'autant plus que la situation à Hispaniola est jugée très décevante. Les Espagnols attendent des succès plus importants de la colonisation de la Terre ferme, que Colomb avait exploré en 1500 lors de son quatrième voyage, mais que ses navigateurs n'ont pas réussi à retrouver en 1506, lors d'un voyage dans le golfe du Honduras.
Cette partie du Nouveau monde est divisée en 1508 par le Roi d'Espagne[Lequel ?] en deux parties, la province de Veragua, à l'ouest du golfe d'Uraba, et la Nouvelle Andalousie à l'ouest de ce golfe, la séparation étant assurée par la rivière Darién, appelée plus tard le río Atrato. La Province de Veragua contient toute l'Amérique centrale, jusqu'au Panama, et la moitié de l'actuelle Colombie, alors jugée la plus riche en or, car elle inclut les futures mines d'or du Choco, situées le long du rio Choco.

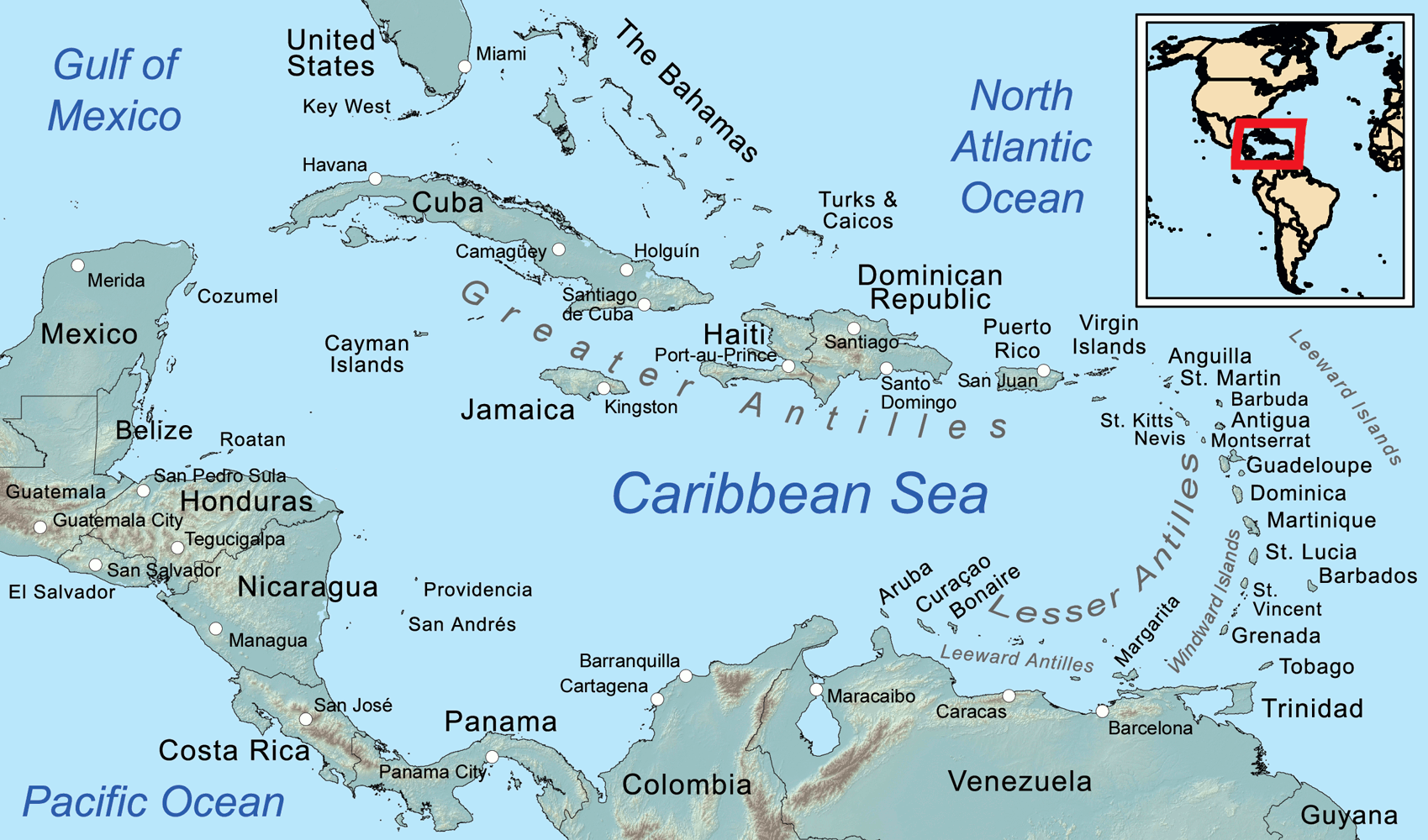
Carte générale de l'espace caraïbe
Mare clausum (en) ibérique
Mare clausum (présentation horizontale), selon de traité de Tordesillas (1494)
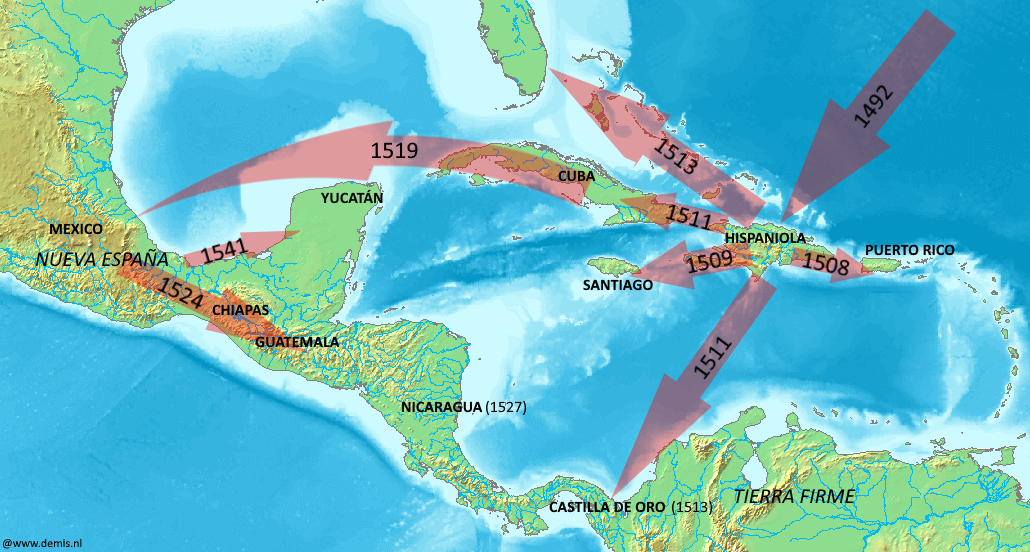
Expansion espagnole à partir d'Hispaniola
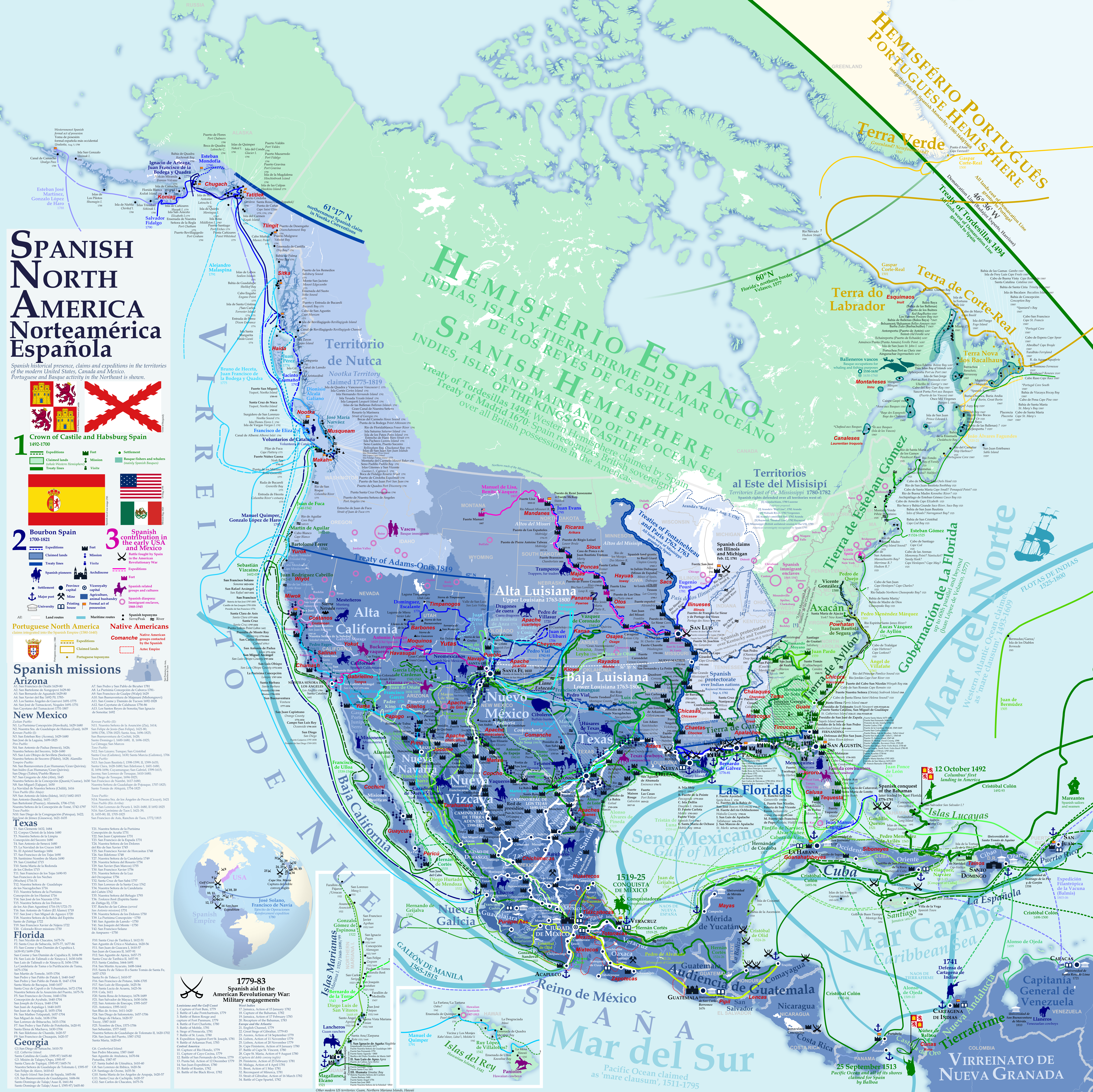
Amérique du Nord hispanique

## Déroulement
Les deux conquistadores, Alonso de Ojeda et Diego de Nicuesa, partent ensemble de San-Lucar (Espagne) en 1509, mais arrivés à Hispaniola, ils ont des différends si graves qu'ils se séparent, même s'ils sont obligés au cours de la conquête, quelques mois plus tard, de se rabibocher.
Alonso de Ojeda part le premier. Il quitte Hispaniola avec environ 300 hommes en 1509. Juan de la Cosa recommande de débarquer sur la côte du golfe d'Uraba, qu'il juge plus pacifique, mais Alonso de Ojeda débarque à la tête d'environ 70 hommes près du site de l'actuelle Carthagène des Indes et prend quelques Amérindiens comme esclaves. Ojeda commet alors sa première erreur, avec un assaut contre le village indien de Turbaco, à 12 miles dans les terres, qui se termine par le décès de son irremplaçable cartographe Juan de la Cosa, pilier des explorations de Christophe Colomb.
Diego de Nicuesa part lui aussi en 1509, mais un peu plus tard, avec une flotte deux fois plus importante : sept caravelles portant chacune cent hommes. Il retrouve Alonso de Ojeda près de l'actuelle Carthagène des Indes. Ojeda avait perdu presque tous ses hommes et errait avec une poignée des siens dans les mangliers (rhizophora mangle) de la côte. Nicuesa oublie ses griefs contre Ojeda, et tous deux ne pensent plus qu'a venger la mort de leurs compatriotes. Leur première action fut brûler durant la nuit le village de Yurbaco composé de plus de cent cabanes.
Les deux aventuriers espagnol repartirent ensemble vers l'ouest mais se séparèrent ensuite de nouveau. Diego de Nicuesa devant se rendre sur son territoire, la province de Veragua, en suivant la côte vers l'Ouest puis vers le nord. Accompagné d’un des capitaines de Christophe Colomb, il arriva jusqu'au nord du Panama, à Portobelo. Au fond de la baie se trouve un village d’indigènes nommé Cueva, qui avaient réservé un bon accueil à Christophe Colomb lors de ses trois passage. Ce n'est pas le cas pour les hommes que Nicuesa envoie à terre dès son arrivée : ils sont massacrés. À la recherche d’un autre refuge, il ancrera plus à l’est dans une anse que Diego de Nicuesa nommera « al Nombre de Dios » (au nom de Dieu). C’est ici que s’établirent les premiers colons de cette flotte en 1510.
Alonso de Ojeda avait décidé lui d'accompagner Diego de Nicuesa jusqu'au golfe d'Uraba afin d'aller jusqu'à l'extrémité occidentale du territoire qu'il est censé coloniser. Ce sont cinq caravelles et 500 hommes qui arrivent dans le Golfe, mais se heurtent aux Indiens. Une fois arrivé, Alonso de Ojeda commet une deuxième erreur en installant un fort, fait d'une palissade de bois, sur la rive est du Golfe, à San Sebastian d'Uraba, nommé ainsi car les Espagnols pensent que ce saint va les protéger des flèches empoisonnées. Le climat y est très chaud et humide, la terre marécageuse et les indiens hostiles. Ses hommes veulent revenir à Hispaniola. Ojeda est blessé par une flèche empoisonnée et se soigne seul. Mais il doit partir se faire soigner à Hispaniola, et ramener des vivres, en laissant une partie de ses hommes dans le fort de San Sebastian d'Uraba, où Bernardino de Talavera, un capitaine du bateau pirate, accepte d'abord de les ravitailler en échange d'or et d'esclaves.
Alonso de Ojeda part ensuite sur le bateau de Bernardino de Talavera, qui s’ensable sur les côtes de Cuba. Ils doivent traverser les mangroves et les jungles, se font attaquer par des indiens hostiles et des esclaves échappés d'Hispaniola, et finalement arrivent sur des canots, au nombre de 35, en Jamaïque, qui vient d'être colonisée par Juan de Esquivel, un ancien rival d'Alonso de Ojeda. Ce dernier accepte d'envoyer Alonso de Ojeda à Hispaniola, où il meurt seul, déshonoré et ruiné, un peu plus d'un an plus tard. 
Une nouvelle expédition est lancée, non par Alonso de Ojeda mais par Martins Fernando de Enciso, guidée par l’expérience et les connaissances de Vasco Nunez de Balboa, qui conseilla la fondation d’une nouvelle ville sur les marges de la rivière Atrato, de l'autre côté du golfe : c'est la naissance d'une véritable ville Santa María la Antigua del Darién.

## L'expédition de 1512 le long du fleuve Atrato
Menée par Vasco Nunez de Balboa, qui est confirmé au poste de maire de Santa María la Antigua del Darién par le roi d'Espagne en 1511, c'est l'une des plus importantes menées par les conquistador pour retrouver les sites aurifères exploités par les amérindiens. Elle a permis d'identifier ce qui va devenir les Mines d'or du Choco.
C'est Vasco Núñez de Balboa qui découvrit la présence de cet or, grâce aux cadeaux des indiens, après avoir épousé la fille de l'un des caciques indiens. Il lance l'expédition après qu’une inondation ait ruiné les semailles plantées atour de Santa Maria la Antigua del Darién, ville fondée par lui seulement deux ans auparavant, en 1510.
Pour l'expédition de 1512 le long du fleuve Atrato, il disposait d'interprètes, anciens compagnons de Diego de Nicuesa, perdus dans la forêt et recueillis par des Indiens. Ils remontèrent le long du rio Atrato, un territoire de Bayous, lagons, et mangroves, et entrèrent dans le fief de Dabaibe (Davaive), un chef indien qui commerce des enfants contre de l’or, pour les manger, selon les Espagnols. 
Vasco Núñez de Balboa est arrivé jusqu'à l'embouchure de l'actuel Rio Sucio. L'expédition fut relatée dans Très brève relation de la destruction des Indes, par Bartolomé de las casas (1542) en ces termes : « ils décidèrent donc de partir sur deux brigantins ou canoës avec une grande dévotion à la recherche de ce dieu de Dabayba, ou plutôt de l'or auquel ils sacrifiaient leurs vies malheureuses, et Vasco Núñez de Balboa partit avec 160 hommes, Colmenares avec lui, auquel il ordonna de remonter le fleuve Grande avec le tiers d'entre eux ».

## L'expédition de 1513 jusqu'à l'océan Pacifique
L'année suivante, Vasco Núñez de Balboa apprit par Panquiano, le fils du chef indien Comagre, l'existence d'un endroit dont les habitants échangeaient avec lui des perles et de l'or contre des tissus et des prisonniers, situé sur les rives d'un grand océan. Francisco López de Gómara, chapelain et biographe d'Hernán Cortés, écrivit que « dès qu'il entendit parler de l'autre mer, il le prit dans ses bras et le remercia de cette grande nouvelle ». En septembre 1513, après avoir descendu en pirogue le rio Chuchunaque, il découvrait l'océan Pacifique.

## Chronologie
- 1499 : pour son propre compte, Alonso de Ojeda retourne au Nouveau Monde, accompagné du cosmographe Juan de la Cosa et d'Amerigo Vespucci, à bord de trois vaisseaux.
- 1500 : Juan de la Cosa, Rodrigo de Bastidas, appelé aussi Rodrigo Galvan de Bastides, et Vasco Núñez de Balboa explorent le territoire de la Colombie et du Panamá. Partis de Cadix en 1500 ils mouillent en 1501 en face des côtes du Venezuela, suivant une exploration côtière à partir de Cabo de Vela. Puis, ils dépassent Santa Maria en Colombie, la rivière Magdalena, le golfe de Calamari, le Cap Tiburon, terminant dans le golfe de San Blas, au Panama, jusqu'à la pointe Manzanillo[6].
- 2 novembre 1502 : Christophe Colomb et ses quatre bateaux du quatrième et dernier voyage, découvrent la baie de Portobelo et repart vers le Río Belén. Il signale au roi d’Espagne : "J’ai vu sur cette terre de Veraguas plus de signes de la présence d’or les deux premiers jours qu’à Hispañola en quatre ans".
- Novembre 1502 : Christophe Colomb démantèle la Gallega, prisonnière sur le fleuve d'une barre de sable, pour construire Santa María de Belen, première implantation espagnole sur le continent américain[7].
- 1502 : Rodrigo de Bastidas  est accusé par Francisco de Bobadilla, qui a aussi accusé Colomb, de trafic d'or avec les Amérindiens. Il est ensuite innocenté.
- 1506 : Les frères Pinzón parcourent la baie du Honduras et retournent à Cuba, puis Hispaniola, sans voir les côtes du Yucatán[8].
- 20 mai 1506 : Colomb meurt dans l’oubli en Espagne, à Valladolid.
- 1508: Alonso de Ojeda et Diego de Nicuesa sollicitent à Madrid l’autorisation de conquérir la « Tierra Firme », divisée en deux parties : la Nouvelle Andalousie et la (future) Castille d'Or, ou Province de Veragua.
- 9 juin 1508 : Alonso de Ojeda nommé capitaine et gouverneur du golfe d'Uraba, dont la juridiction s'étend depuis le cap de la Vela jusqu'au milieu du golfe, avec pour lieutenant Juan de la Cosa. Ojeda ne pouvant à cause de sa pauvreté préparer une expédition, Juan de la Cosa et d'autres amis lui frétèrent un navire et deux brigantins, qui entrèrent dans le port de Santo-Domingo avec deux cents hommes. Enciso, l'un de ceux qui étaient venus en aide à l'entreprise en fournissant un bâtiment chargé de provisions, resta à Santo-Domingo pour y suivre les affaires, en promettant d'amener bientôt de nouveaux renforts.
- 1510: Alonso de Ojeda et son lieutenant François Pizarre fondent San Sebastian d'Uraba.
- 1510: Santa María la Antigua del Darién est fondée par Vasco Núñez de Balboa, qui est choisi maire avec Martin Zamudio.
- 1512: Expédition de Balboa le long du Río Atrato, territoire de Bayous, lagons, et mangroves, où il entre dans le  fief de  Dabaibe (Davaive), un chef indien qui commerce des enfants contre de l’or, selon les Espagnols. Il a pour interprètes, d'anciens compagnons de Nicuesa, perdus dans la forêt et recueillis par des Indiens.
- 1513 : le nom de Castille d'Or est donné par le roi Ferdinand II d'Espagne à la province de Veragua.
- 20 janvier 1513 : lettre au roi de Vasco Núñez de Balboa, qui parle d’or et d’indiens antropophages
- 23 septembre 1513 : Vasco Núñez de Balboa et François Pizarre découvrent le village de Cuaracua et ses noirs
- 27 septembre 1513 : ils découvrent l'océan Pacifique
- 19 janvier 1514 : Vasco Núñez de Balboa retourne à Santa María la Antigua del Darién, fait parvenir en Espagne le « quint royal », est nommé gouverneur d'un territoire frontière, qui l'autorise à poursuivre les découvertes de la Mer du Sud.
- 1514 : Madrid nomme Pedro Arias Dávila, l'époux d'une amie intime de la Reine, gouverneur de Castille d'Or, où il arrive avec 19 navires et 1500 hommes pour fonder la ville d'Acla à 100 kilomètres au nord de Santa Maria la Antigua del Darién.
- Novembre 1515 : le capitaine Antonio Tello de Guzmán découvre un autre chemin traversant l'isthme depuis le golfe de Panamá jusqu’à Portobelo, près du site de Nombre de Dios.
- 1515 Fondation de la ville d’Acla
- 1515 : Gonzalo de Badajos subit une déroute face à une armée d’un millier d’indiens menés par le cacique, il perd 70 hommes sur 130 et tous les trésors accumulés dans son périple, doit revenir à Santa Maria la Antigua del Darién, en fuyant sur des canots.
- 1516: les premiers esclaves, arrivent à Nombre de Dios, furent utilisés comme main d’œuvre pour la construction des fortifications
- 1519 : Vasco Núñez Balboa meurt la tête tranchée sur ordre du gouverneur Pedro Arias Dávila
- 8 novembre 1519 : Cortes entre à Tenochtitlan[9]
- 1520 : le cacique Urraca combat les conquistadores et à peine capturé fuit vers les montagnes.